# Dłużyce
Dłużyce (niem. Großendorf) – wieś w Polsce położona w województwie dolnośląskim, w powiecie lubińskim, w gminie Ścinawa. W latach 1975–1998 miejscowość administracyjnie należała do województwa legnickiego.

## Nazwa
W księdze łacińskiej Liber fundationis episcopatus Vratislaviensis (pol. Księga uposażeń biskupstwa wrocławskiego) spisanej za czasów biskupa Henryka z Wierzbna w latach 1295–1305 miejscowość wymieniona jest w zlatynizowanej formie villa Grozanovo.

## Zabytki
Do wojewódzkiego rejestru zabytków wpisane są:
- kościół filialny pw. Matki Bożej Różańcowej i Chrystusa Króla, z XV-XX w.
- zespół pałacowy, z XVII-XX w.
  - pałac
  - park.